# Catena (patristique)
Pour les articles homonymes, voir Catena (homonymie).

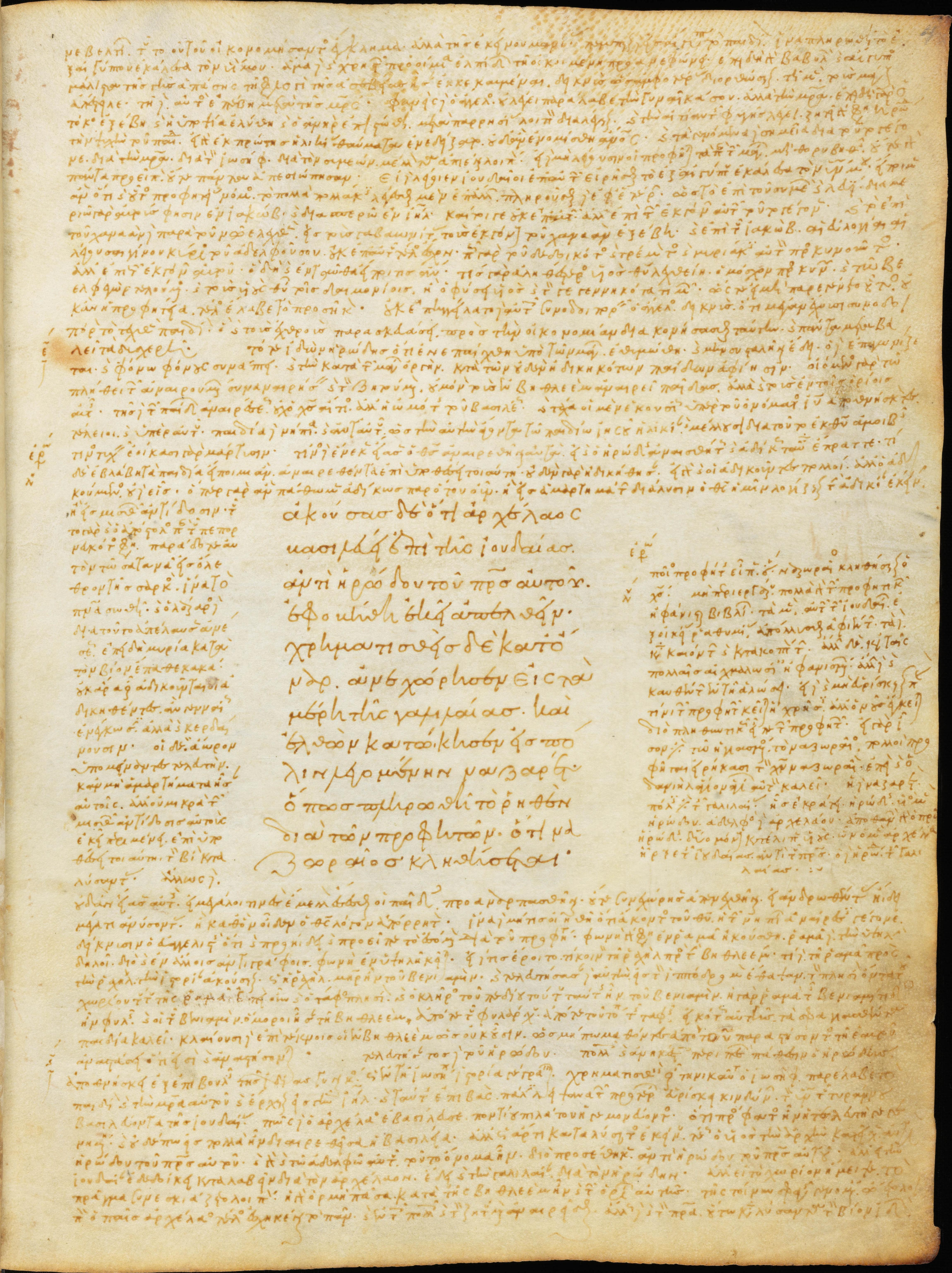
Catena in Minuscule 556

Le mot catena, nominatif singulier d'un nom latin féminin signifiant « chaîne  » (pluriel : catenae), est utilisé en patristique pour désigner des commentaires choisis sur un livre biblique, verset après verset.
Certains auteurs cités dans les chaînes exégétiques sont d'identification incertaine, comme Œcumenius et Victor d'Antioche (prêtre, vers 500).
À titre d'exemples de chaînes, on peut citer :
- Marguerite Harl en collaboration avec Gilles Dorival, La Chaîne palestinienne sur le Psaume 118, tome I (Origène, Eusèbe de Césarée, Didyme l'Aveugle, Apollinaire de Laodicée, Athanase d'Alexandrie, Théodoret de Cyr), Sources chrétiennes, 189 (Paris, 1972)
- Ead., La Chaîne palestinienne sur le Psaume 118, tome II. Catalogue des fragments, notes et Index, Sources chrétiennes, 190 (Paris, 1972)
- Françoise PETIT, Catenae graecae in Genesim et in Exodum. 1. Catena sinaitica, Corpus christianorum. Series graeca, 2 (Turnhout & Leuven, 1977)
- Françoise PETIT, Catenae graecae in Genesim et in Exodum. 2. Collectio coisliniana in Genesim, Corpus christianorum. Series graeca, 15 (Turnhout & Leuven, 1986)
- CATENAE GRAECORUM PATRUM IN NOVUM TESTAMENTUMI: Catenae in Evangelia S. Matthaei et S. Marci ad fidem codd. mss.; II: Catenae in Evangelia S. Lucae et S. Joannis ad fidem codd. mss.; III: Catenae in acta SS. apostolorum e cod. no coll.; IV: Catenae in Sancti Pauli epistolam ad Romanos ad fidem codd. mss.; V: Catenae in Sancti Pauli Epistolas ad Corinthios ad fidem codd. mss.; VI: Catenae in Sancti Pauli epistolas ad Galatas, Ephesios, Philippenses, Colossenses, Thessalonicenses ad fidem codd. mss.; VII: Catenae in Sancti Pauli epistolas ad Timotheum, Titum, Philomena et ad Hebraeos ad fidem codd. mss.; VIII: Catenae in epistolas catholicas accesserunt Oecumenii et Arethae commentarii in Apocalypsin ad fidem codd. mss. (Oxford, 1838-44; repr. 1967)